# Stenetrium zanzibarica
Stenetrium zanzibarica is een pissebed uit de familie Stenetriidae. De wetenschappelijke naam van de soort is voor het eerst geldig gepubliceerd in 2002 door Brian Frederick Kensley & Marilyn Schotte.